# Uelzens järnvägsstation

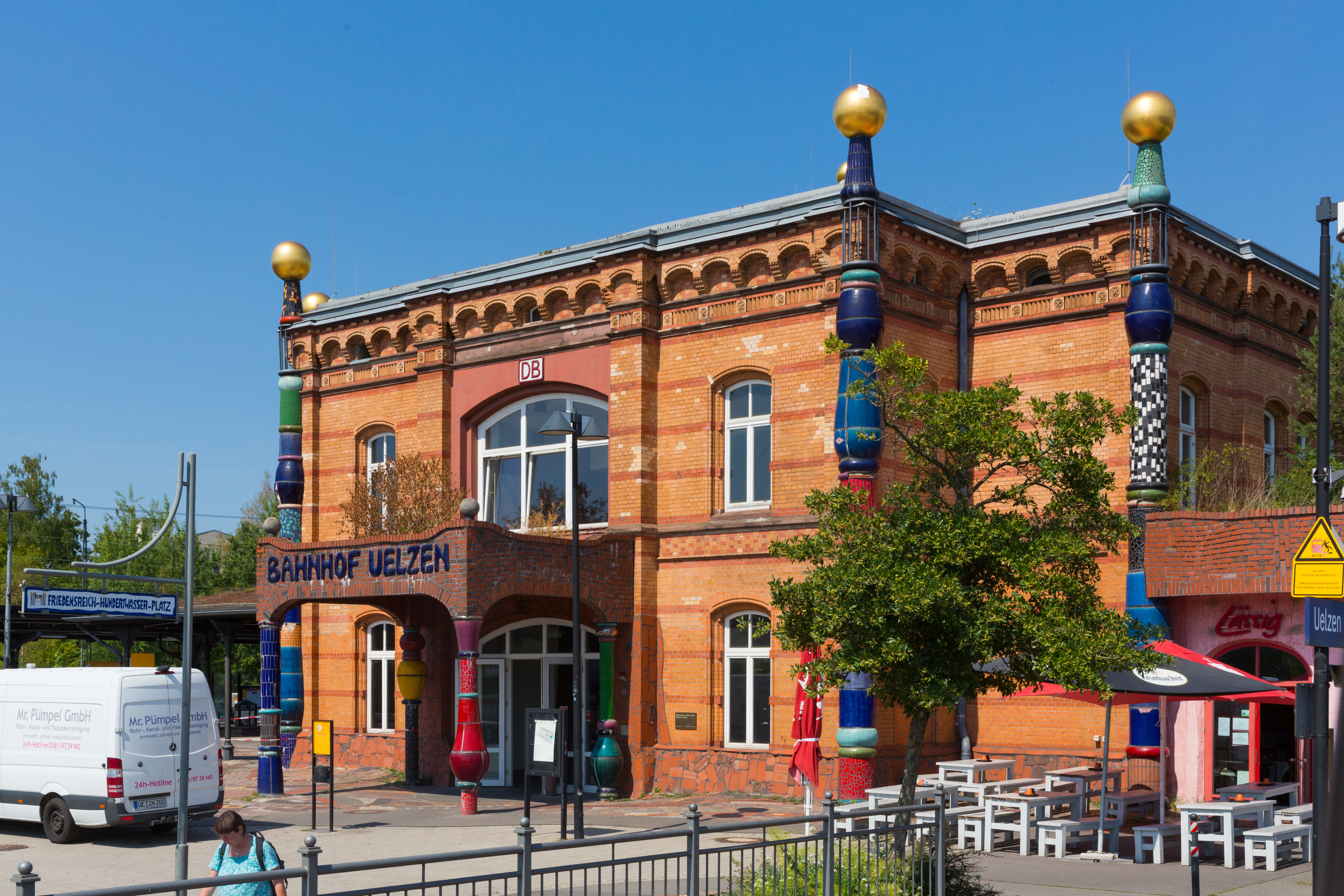
Hundertwasser-Bahnhof Uelzen.

Uelzens järnvägsstation ligger i Uelzen [uttalas y:ltsen] strax öster om Lüneburgheden i nordöstra Niedersachsen i norra Tyskland.
Den ursprungliga stationsbyggnaden byggdes om i slutet av 1990-talet inför världsutställningen Expo 2000, efter ritningar av den österrikiske konstnären Friedensreich Hundertwasser. Byggnaden, som på tyska kallas Hundertwasser-Bahnhof Uelzen, är en turistattraktion för staden. Uelzens stationsbyggnad är en så kallad "kulturstation", en KuBa (KulturBahnhof), och används, förutom som järnvägsstation (det är en järnvägsknut med tåg mot bl.a. Hamburg, Hannover och Braunschweig), för just kulturevenemang av olika slag.